# حقل مغناطيسي
الحقل المغناطيسي (أو المجال المغناطيسي) هو قوة مغناطيسية تنشأ في الحيز المحيط بالجسم المغناطيسي أو الموصل الذي يمر به تيار كهربائي، أو بتعبير أبسط يمكن وصفها بأنها المنطقة المحيطة بالمغناطيس ويظهر فيها أثره (على مواد معينة). إذا وضعت إبرة بوصلة في المجال المغناطيسي ذي قوة ما فإنها توجه نفسها في اتجاه معين في كل جزء من المجال والخطوط المرسومة في اتجاه الإبرة عند النقط المختلفة تحدد الوضع العام للخطوط التي هي عليها القوة المغناطيسية في المجال.
يمكن مشاهدة توزيع المجال المغناطيسي بنثر برادة الحديد على ورقة موضوعة على قضيب مغناطيسي أو ورقة يمر خلالها سلك يمر به تيار كهربائي. التيارات الخارجية تتجه من الشمال إلى الجنوب والتيارات الداخلية تتجه من الجنوب إلى الشمال.ويمكن إنشاء حقل مغناطيسي بتمرير تيار كهربائي بسلك ما حيث تتشكل دوائر مغناطيسية حول السلك ومركزها السلك نفسه. حيث أن التيار الكهربائي يولّد مجالاً مغناطيسياً والعكس صحيح. نستطيع معرفة اتجاهه باستخدام قاعدة اليد اليمنى حيث يشير الإبهام إلى جهة التيار وبقية الأصابع تشير باتجاه الحقل المغناطيسي. ويمكن تكبير مجال الحقل المغناطيسي بواسطة تكبير الذبذبات الخارجة من المادة عن طريق إمرار تيار كهربائي من الشمال إلى الجنوب.
كل الجسيمات المشحونة المتحركة تُنتج حقلاً مغناطيسياً. وتنتج بعض الجسيمات، مثل الإلكترونات، حقولاً مغناطيسية معقدة لكن معروفة جيداً، حيث تعتمد على شحنة وسرعة وتسارع
الجسيمات. تتشكل الخطوط المغناطيسية في «دوائر متحدة المركز» حول موصل اسطواني لحامل التيّار، مثل قطعة من سلك. ويُمكن تحديد اتجاه حقل مغناطيسي كهذا باستخدام «قاعدة قبضة اليد اليمنى». وتتناقص قوة المجال المغناطيسي في تناسب عكسي مع مربع المسافة بينه وبين الموصل.انحناء السلك الحامل للتيّار إلى حلقة يركّز المجال المغناطيسي داخلها في حين يُضعفه خارجها. وانحناء سلك إلى عدة حلقات متقاربة - أو متباعدة - لتشكل ملفاً يعزز ويزيد هذا التأثير. وسلك حول مركز حديدي يُمكن أن يخلق مغناطيساً كهربائياً، يولّد بدوره مجالاً مغناطيسياً قوياً وقابلاً للتحكم بسهولة. يملك مغناطيس كهربائي لا نهائي الطول مجالاً مغناطيسياً منتظماً داخله، ولا يملك واحداً خارجه. أما المغناطيس الكهربائي محدود الطول فيولّد جوهرياً نفس المجال المغناطيس لـ«مغناطيس دائم» منتظم من نفس الحجم والشكل، وتعتمد قوّته وقطبيه على التيار المتدفق من خلال الملف.

## "B"و"H"

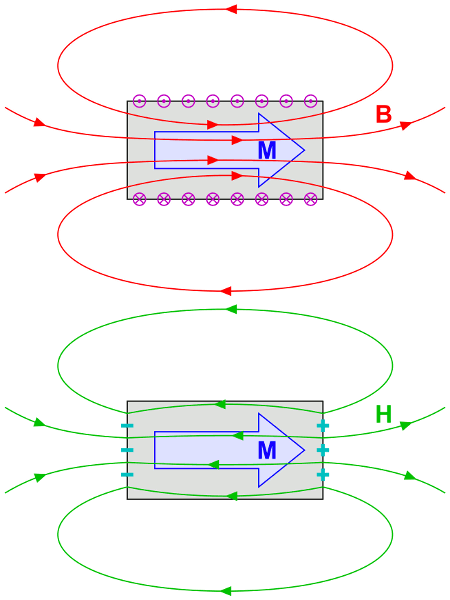
المجالان المغناطيسيانB و H الناشئة من مغنطة قضيب من الحديد. المغنطة ممثلة باللون الأزرق. فوق : يتسبب التيار المار في الملف في إنتاج المجال B (أحمر). تحت : يتسبب قطبي المغناطيس الذاتي في انتاج مجال مغناطيسي H (أخضر). المجالان المغناطيسيان الناشئانB و H متماثلان في الخارج ولكنهما مختلفان في الداخل.

مصطلح «المجال المغناطيسي» يستخدم للإشارة إلى نوعين من مجالين مختلفين، يُرمز لهما بـ"B" و"H". وهناك العديد من الأسماء البديلة لكليهما، يُمثّل "B" تدفق المجال المغناطيسي و "H" كثافة المجال المغناطيسي، لكن لتجنب الخلط استخُدم في هذا المقال اسما «دفق المجال-B» و«كثافة المجال-H» فقط. يمكن تعريف «مجال-B» بالعديد من الطرق المتشابهة المرتكزة على تأثيراته على محيطه.
مثلاً، جسيم يملك شحنة كهربائية (q)، يتحرك في «دفق المجال المغناطيسي B» بسرعة v ، فيؤثر عليه المجال بقوة F :
{\displaystyle \mathbf {F} =q\left(\mathbf {v} \times \mathbf {B} \right)}
تسمى تلك القوة قوة لورتنز.
وحيث أن علامة الضرب هنا (×) فهو ضرب إتجاهي، بمعنى أن إتجاه القوة المؤثرة على الشحنة المتحركة يكون عمودياً على كل من إتجاه الدفق المغناطيسي الخارجي وإتجاه حركة الشحنة أيضاً، في تجارب معجلات الجسيمات تسلط على الجسيمات المشحونة السريعة مجالاً مغناطيسياً من الخارج فتنحرف عن مسارها الخطي، ونجد أن انحرافها إلي اليمين إذا كانت مثلاً سالبة الشحنة أو تنحرف يساراً إذا كانت موجبة الشحنة، أي أن انحراف الجسيمات المشحونة عن مسارها عند مرورها خلال مجال مغناطيسي نحو اليمين أو اليسار يدل على نوع شحنتها، كما أن مقدار انحرافها يعتمد على سرعتها وعلى كتلتها أي كمية حركتها.
وحسب قانون لورنتز فالمجال المغناطيسي الناشئ عن تيار كهربائي ليس سوى مجال ناشئ عن شحنات متحركة وهي الإلكترونات، ولهذا يزول المجال المغناطيسي بانقطاع التيار.
يُقاس «مجال-B» بنظام الوحدات الدولي بوحدات: التسلا والغاوس وس-غ-ث.

## الحقل المغناطيسي والتيار الكهربائي

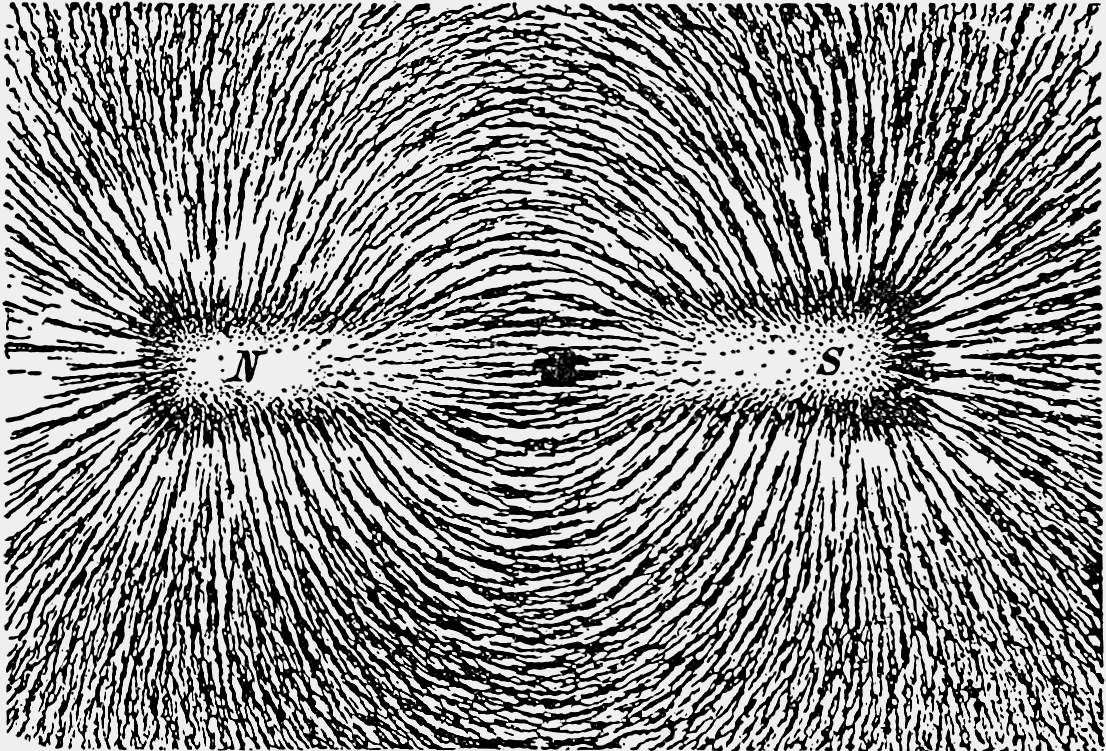
ينتشر المجال المغناطيسي على شكل خطوط من القطب الشمالي إلى القطب الجنوبي للمغناطيس.

المجال المغناطيسي لقضيب مغناطيس. خطوط المجال المغناطيسي تشير إلى إتجاه المجال عند نقاط مختلفة.

كل الجسيمات المشحونة المتحركة تُنتج حقلاً مغناطيسياً حولها. وتنتج بعض الجسيمات، مثل الإلكترونات، حقولاً مغناطيسية معقدة لكن معروفة جيداً، حيث تعتمد على شحنة وسرعة وتسارع الجسيمات.
تتشكل الخطوط المغناطيسية في «دوائر متحدة المركز» حول سلك يمر فيه تيّار كهربائ. ويُمكن تحديد اتجاه حقل مغناطيسي كهذا باستخدام «قاعدة قبضة اليد اليمنى». وتتناقص قوة المجال المغناطيسي في تناسب عكسي مع مربع المسافة من السلك.
انحناء السلك الحامل للتيّار إلى حلقة يركّز المجال المغناطيسي داخلها، وتتجه خطوط المجال المغناطيسي الناشئ إلى خارج الحلقة وتلف وتعود من الجهة الإخرى للحلقة المار فيها التيار، حيث تكمل خطوط المجال المغناطيسي دورتها. وتقل قوتها خارج حلقة السلك.

المجال المغناطيسي في مقطع ملف أسطواني: العلامة „ × “ (اتجاه التيار يدخل الصفحة) وعلامة „·“ (التيار يخرج من الصفحة).

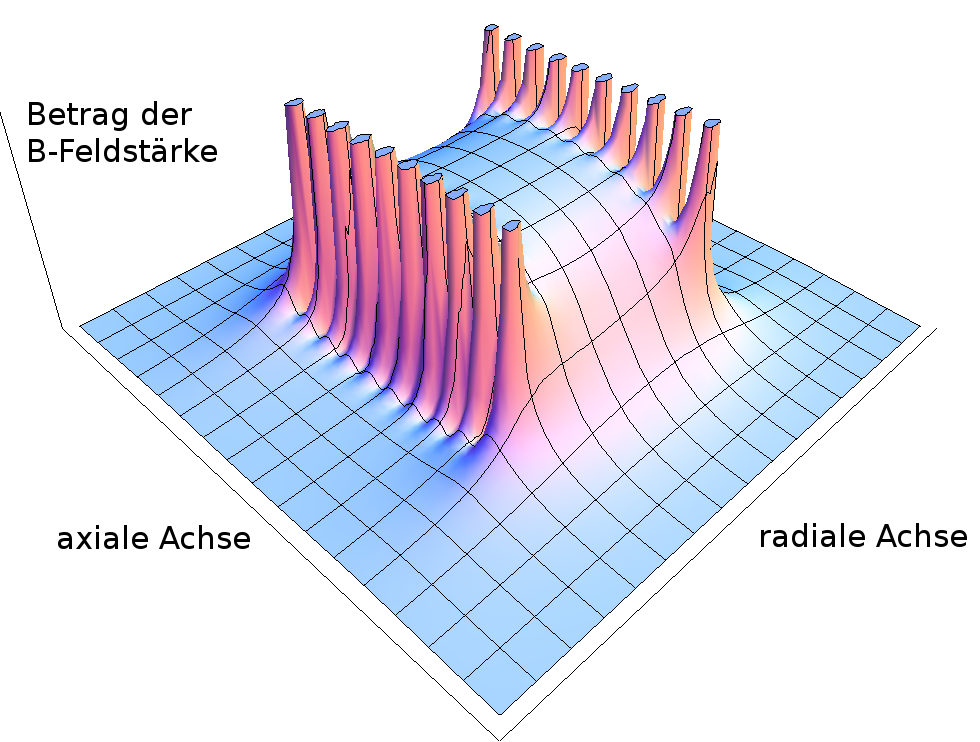
تمثيل المجال المغناطيسي لملف ذو 10 لفات. (المحور الرأسي يعطي شدة المجال B).

عندما نلف السلك إلى عدة حلقات لتشكيل ملفاً فإن ذلك يتسبب في زيادة شدة المجال المغناطيسي الناشئ رغم ثبات شدة التيار الكهربائي المار في الملف. وتزداد شدة المجال المغناطيسي الناشيء بزيادة عدد اللفات.
وعندما توضع قطعة من الحديد داخل ملف يمر فيه تيار يشتد المجال نظرا لخاصية الحديد المغناطيسية (يتكون الحديد العادي من حبيبات صغيرة لها مغناطيسية ذاتية ولكنها متفرقة الاتجاه). ويتولّد مجالاً مغناطيسياً قوياً وقابلاً للتحكم. الحديد من المواد ذات مغناطيسية حديدية حيث تكمن مغناطيسيته في حبيبات صغيرة ولكن اتجاهات المغناطيسية في الحبيبات تكون موزعة عشوائيا بحيث تكون المحصلة المغناطيسية لقطعة الحديد مساوية للصفر. وعندما توضع قطعة الحديد في مجال مغناطيسي داخل ملف فيه تيار كهربائي يؤثر هذا المجال المغناطيسي للملف على قطعة الحديد وتنتصب «معظم» اتجاهات مغناطيسية الحبيبات في اتجاه المجال المغناطيسي الخارجي مما يزيد من شدة المجال المغناطيسي كثيرا. وعندما ينقطع ينقطع التيار تختفي القوة المؤثرة على مغناطيسية الحبيبات وتعود اتجهات مغناطيسية الحبيبات إلى اتجاهاتها العشوائية، وتختفي مغناطيسية قطعة الحديد. لهذا نقول أن قطعة الحديد لها مغناطيسية «كامنة» فيها. تظهر خاصية المغناطيسية الحديدية في الحديد والكوبلت والنيكل وسبائكها.
وترجع خاصية المغناطيسية الحديدية للحديد والكوبلت والنيكل إلى بنيتها الذرية، فكل ذرة منهم لها مغناطيسية ذاتية [أنظر تآثر متبادل).
يملك مغناطيس كهربائي لا نهائي الطول مجالاً مغناطيسياً منتظماً داخله، ولا يملك واحداً خارجه. أما المغناطيس الكهربائي محدود الطول فيولّد نفس المجال المغناطيسي لـ«مغناطيس دائم» منتظم من نفس الحجم والشكل، وتعتمد قوّته وقطبيّته على التيار الكهربائي المار في الملف واتجاهه.

### القوة المغناطيسية
يؤثر المجال المغناطيسي بقوة قدرها
{\displaystyle {\vec {F}}_{L}} على شحنة {\displaystyle q} تتحرك، وتسمى تلك القوة «قوة لورنتز»:
,{\displaystyle {\vec {F}}_{L}=q\,{\vec {v}}\times {\vec {B}}\,.}
وهي تتناسب مع سرعة {\displaystyle {\vec {v}}} الجسيم المشحون، واتجاه القوة يكون عموديا على خطوط المجال المغناطيسي وكذلك عموديا على اتجاه حركة الجسيم. تستغل تلك الظاهرة في كثير من الأجهزة مثل المولدات الكهربائية وفي معجلات الجسيمات وكذلك تستخدم في هيئة ملفات لانحراف شعاع من جسيمات مشحونة. ولا يحدث تبادل للطاقة وإنما تآثر (ملحوظة: في تلك المولدات والمحركات يأتي التأثير من المجال المؤثر).
ويؤثر المجال المغناطيسي على المغناطيسات والمواد القابلة للمغنطة (مثل فريمغناطيسية بعض المواد الغير فلزية، تسمى فريت ومواد المغناطيسية الحديدية مثل الحديد والنيكل). المعناطيسات المستطيلة والعينات الحديدية المستطيلة توجه نفسها لاتخاذ اتجاه خطوط المجال المغناطيسي الخارجي أو تكون في اتجاه عكسي، أي أن القطب الجنوبي لمغناطيس تأخـذ اتجاه خطوط المجال إلى القطب الشمالي للمغناطيسي المؤثر. ويستغل هذا التأثير مثلا في البوصلة حيث يتكون مؤشر البوصلة من مغناطيس ذو قطبين، ويتجه القطب الجنوبي للإبرة إلى اتجاه الشمال للمجال المغناطيسي للأرض. كما تستحدم المغناطيسات كثيرا للشد والنقل وتستخدم المغناطيسات الكهربائية لرفع الأثقال في الرافعات.
ونظرا لتجاذب الأقطاب المختلفة وتنافر الأقطاب المتماثل يقترب القطبين المختلفين لمغناطيسين من بعضهما البعض. وفي حالة مغناطيسين ذوي مجالين «غير متجانسين»، أي تختلف شدة مجالهما من مكان إلى مكان بشدة، ففي تلك الحالة يتجاذب المغناطيسان. وسبب تلك الظاهرتين يكمن في أن المغناطيسان يحاولان اتخاذ وضع تقل فيه الطاقة - إذ تتفاعل القوى دائما بطريقة بحيث تنخفض معها الطاقة الكلية للمجال عندما تتبعها المغناطيسات. وعند وصف تلك القوة بالصيغة الرياضية فإننا نحسب التدرج للمجال المغناطيسي.
عند توجه المغناطيسات والأجسام المغناطيسية في اتجاه محال مغناطيسي تتبادل معه طاقة - عندما يتبع الجسم القوة المؤثرة تقل مجموع طاقات المجال وينشأ شغل ميكانيكي. ولإبعاد مغناطيسان عن بعضها فلا بد من أن نؤدي شغلا ميكانيكيا، وبذلك تزداد طاقة المجال للمجال الكلي الناشيئ. وتبقى مغناطيسية المغناطيسين ولا تُفقد. وإذا كان جسمان ممغنطان عن طريق ملفين فيمكن أيضا تبادل طاقة كهربائية بينهما. وقد ابتكرت باستغلال تلك الظاهرة أنواع من المحركات، (محرك الممانعة ومحرك خطوي).

## المجال المغناطيسي الأرضي
الأرض وعطارد هما الكوكبان الصخريان الوحيدان اللذان يمتلكان مجالا مغناطيسيا ناشئ عن حركة المعادن المنصهرة في باطنهما بينما تمتلك الكواكب الأخرى في مجموعتنا الشمسية صيغا أخرى للجاذبية قد يتمثل البعض منها فيما يسمى بحقول القشرة المغناطيسية القوية كما هي الحال على سطح كوكب المريخ. المصدر: https://www.apexmagnets.com/news-how-tos/the-magnetic-fields-of-our-solar-system/

توضيح المجال المغناطيسي للأرض.

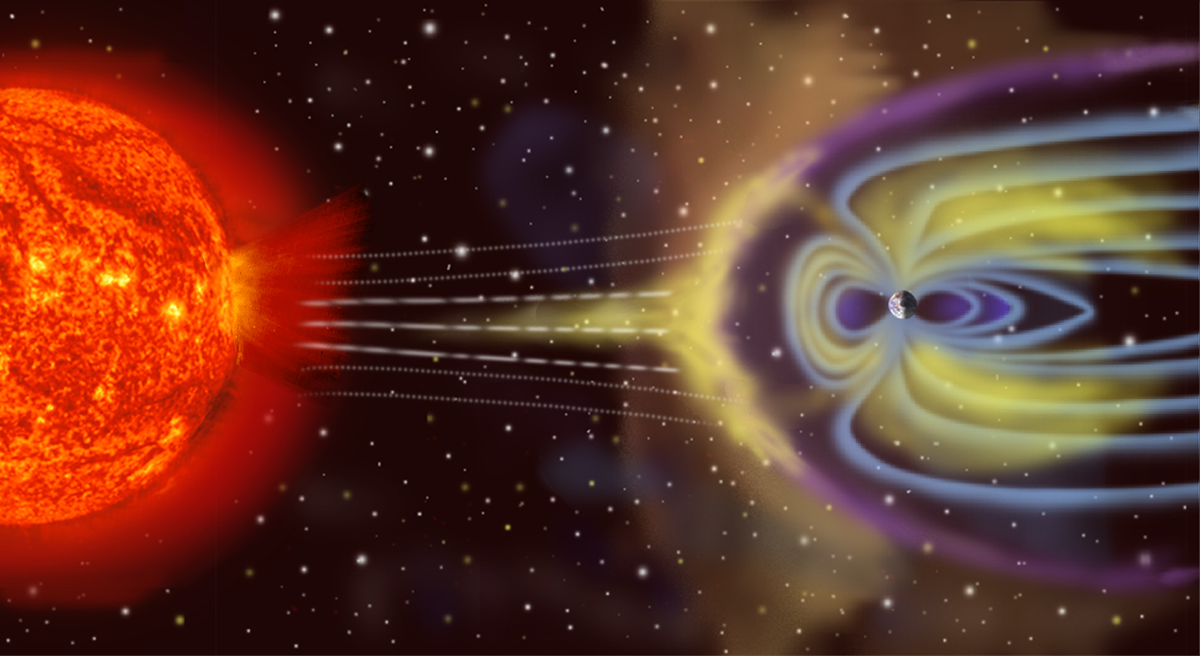
المجال المغناطيسي للأرض والذي يمنع الرياح الشمسية من الوصول إلى الغلاف الجوي.

الأرض هي الوحيدة من الكواكب الصخرية في النظام الشمسي التي تملك مجالاً مغناطيسياً. وهو يتشكل بفعل الصهارة المشحونة كهربائياً التي تتحرك داخل الأرض في طبقة الدثار (وذلك طبقاً لقاعدة أن التيار الكهربائي يولّد مجالاً مغناطيسياً). ولهذا المجال المغناطيسي أهمية كبيرة للحياة على الأرض، وذلك لأن الرياح الشمسية تسبب تآكل الغلاف الجوي (وهذا ما يحدث في بقية الكواكب الصخرية في النظام الشمسي، حيث تآكل جزء كبير من أغلفتها الجوية). بينما يعمل المجال المغناطيسي للأرض على حمايتها من الرياح الشمسية ويمنع وصولها إلى الغلاف الجوي. إضافة إلى ذلك، لولا المجال المغناطيسي لما وُجد اختراع البوصلة (لأن البوصلة تتجه نحو القطب الشمالي المغناطيسي للأرض)، والتي كانت لها أهمية كبيرة عبر العصور في معرفة الاتجاهات أثناء السفر والترحال.

## خصائص المغناطيس
1. له قطبان شمالي وجنوبي عند تعليقه تعليقاً حراً فانه يتجه شمالاً وجنوباً.
2. تتركز قوة الجذب المغناطيسي في قطبيه وتقل في المناطق الأخرى.
3. الأقطاب المختلفة في النوع تتجاذب والمتشابهة في النوع تتنافر.
4. إذا قُطع المغناطيس من أي منطقة فيه فانه يتكون له قطبان ولا يمكن أن يكون له قطب منفرد عمليا.

## اقرأ أيضا
- قانون لورنتز
- محاثة
- حث كهرومغناطيسي
- محاثة متبادلة
- خوذة الإله
- مغناطيسية حديدية
- نفاذية (كهرومغنطيسية)
- إثارة (مغناطيسية)
- نظرية الدينامو
- قطبية (فيزياء)
- محول أمامي
- ملف التكرار